# Halictus rudolphae
Halictus rudolphae är en biart som beskrevs av Pesenko 1984. Halictus rudolphae ingår i släktet bandbin, och familjen vägbin. Inga underarter finns listade i Catalogue of Life.